# Human Beings
Human Beings was een Nederlandse elektronische muziekgroep uit Utrecht  die bestond van 1989 tot 1998. De groep bestond uit Bert van de Grift en Allert Aalders.

## Geschiedenis
Allert Aalders (alias Gorgo Marauder) en Bert van de Grift (alias Barry Human, ex-lid van A Modest Proposal) ontmoeten elkaar in Ekko. In de eerste jaren bouwt Human Beings een reputatie op als live act. De eerste 12" komt uit in 1992. 
In 1995 treden de Human Beings op op de festivals Noorderslag, Lowlands, Metropolis Festival en PopKomm in Keulen en worden twee albums uitgebracht: het debuutalbum For The Time Being en They Live.  For The Time Being is voornamelijk een ambientplaat. They Live is een live-album met sterk gewijzigde versies van het debuutalbum. 
In 1996 komt de laatste 12" uit en Bert van de Grift knoopt samenwerkingsverbanden aan met andere muzikanten, wat onder andere resulteert in de bands Bonobo en Bint, maar van de Grift doet ook soloprojecten. In februari 2005 overlijdt van de Grift op 41-jarige leeftijd als gevolg van een hersenbloeding.

## Discografie
- 1992: Safe Sex EP (12", EP)
- 1992: The Matrix / Euromancer (12")
- 1993: The Message (12")
- 1994: Ice Age (12")
- 1995: For The Time Being (Album)
- 1995: They Live (CD)
- 1996: Versions (12")